# Conus kuroharai
Espèce
Statut de conservation UICN

 LC  : Préoccupation mineure
Conus kuroharai est une espèce de mollusques gastéropodes marins de la famille des Conidae.
Comme toutes les espèces du genre Conus, ces escargots sont prédateurs et venimeux. Ils sont capables de « piquer » les humains et doivent donc être manipulés avec précaution, voire pas du tout.

## Description
La taille de la coquille varie entre 35 mm et 72 mm.

## Distribution
Cette espèce marine est présente au large du Japon, des Philippines et des Îles Loyauté.

### Niveau de risque d’extinction de l’espèce
Selon l'analyse de l'UICN réalisée en 2011 pour la définition du niveau de risque d'extinction, cette espèce est présente du Japon aux Philippines et dans les îles Loyauté et est peu commune dans certaines parties de son aire de répartition. Malgré les indicateurs de marché suggérant que cette espèce est rare, sa vaste aire de répartition et son habitat en eau profonde indiqueraient qu'elle n'est pas actuellement en danger. Il n'y a pas de menaces majeures connues pour cette espèce. Elle est classée dans la catégorie " préoccupation mineure ".

## Taxinomie

### Publication originale
L'espèce Conus kuroharai a été décrite pour la première fois en 1965 par le malacologiste japonais Tadashige Habe (d),.

### Synonymes
- Asprella kuroharai Habe, 1965 · non accepté (combinaison originale)
- Conus (Phasmoconus) kuroharai (Habe, 1965) · appellation alternative
- Graphiconus kuroharai (Habe, 1965) · non accepté